# Octavian Antonín z Collalto a San Salvatore
Hrabě Octavian Antonín z Collalto a San Salvatore (německy Octavian Anton Graf von Collalto und San Salvatore, 5. května 1842, Brtnice – 29. května 1912, San Salvatore) byl česko-rakouský šlechtic z původně italského rodu Collaltů majitel lombardského panství a c.k. soudní úředník.

## Biografie
Octavian Antonín z Collalto a San Salvatore se narodil jako syn hraběte Alfonse z Collalta a San Salvatore a Idy, rozené hraběnky z Colleredo-Mannsfeldu. 
Po absolvování gymnázia ve Vídni, studoval na univerzitě v Bonnu. V roce 1862 se stal členem vojenského sboru Borussia Bonn. Jako pán na Collaltu a San Salvatore žil střídavě v San Salvatore, ve Staatzu a Štýrském Hradci.
Hrabě z Collalta a San Salvatore byl komorníkem. 
Octavian Antonín z Collalto a San Salvatore zemřel dne 29. května 1912 na svém zámku San Salvatore v obci Susegana v Benátsku.

### Manželství a potomstvo
Oženil se s Annou princeznou ze Solms-Lich. Z jejich manželství se narodil syn Manfred.